# Adam och Eva (Cranach)
Adam och Eva är en serie oljemålningar av den tyske renässanskonstnären Lucas Cranach den äldre. Han och hans verkstad målade över 50 versioner av motivet; det är ibland svårt att fastställa i vilken utsträckning Cranach själv har utfört måleriet. Versionen på Gemäldegalerie Alte Meister som dateras till efter 1537 attribueras till exempel till hans son Lucas Cranach den yngre som var verksam i faderns verkstad och sedermera tog över den. Det stora antalet tyder på att tavlorna var mycket omtyckta av samtiden. Adam och Eva avbildas såväl tillsammans som i diptyker, det vill säga på var sin tavla i et par som hör ihop motivmässigt och är tänkta att ses tillsammans. Den år 1528 daterade tavlan på Uffizierna är ett exempel på det senare.
Motivet är hämtat från Bibelns skapelseberättelse i Första Moseboken där Adam och Eva är de första människorna som Gud skapade. De befinner sig i paradiset stående vid kunskapens träd. I bakgrunden ses djävulen i form av en talande orm som lurar de första människorna att äta trädets förbjudna frukt och på så sätt ger upphov till syndafallet.  
Cranach har influerats av den något äldre Albrecht Dürer som målade och graverade samma motiv. Cranachs bilder utmärks av kraftig färg och markerad motsättning mellan mörkare och ljusare partier, så kallad chiaroscuro. Han föddes i Kronach (därav sitt namn) och var från 1508 hovmålare hos kurfursten Fredrik den vise och dennes efterträdare i Wittenberg. Han uppnådde stor popularitet redan under sin livstid och utvecklade ett erotiskt nakenmåleri för en utvald krets av privata samlare. Motiven hämtades från religiösa och mytologiska berättelser för att ge dem ett sken av anständighet. Andra stora serier av Cranach med mytologiska motiv är Venus och Amor, De tre gracerna och Paris dom.

## Lista över olika versioner av Adam och Eva
| Bild | Titel                                                                          | År              | Teknik                       | Format (cm)                                                   | Samling                                         |
| ---- | ------------------------------------------------------------------------------ | --------------- | ---------------------------- | ------------------------------------------------------------- | ----------------------------------------------- |
|      | Adam och Eva                                                                   | cirka 1508–1510 | olja på träpannå             | 139 x 53,9 139 x 53,9 (tavlorna är lika stora)                | Musée des Beaux-Arts et d'Archéologie, Besançon |
|      | Adam i Ewa (Adam och Eva)                                                      | cirka 1510      | tempera och olja på träpannå | 59 x 44                                                       | Nationalmuseet, Warszawa                        |
|      | Der Sünderfall: Adam und Eva (Syndafallet – Adam och Eva)                      | 1510-talet      | olja på lindpannå            | 137 × 54 (tavlorna är lika stora)                             | Kunsthistorisches Museum, Wien                  |
|      | Adam und Eva (Adam och Eva)                                                    | cirka 1513–1515 | olja på pannå                | 73 × 62                                                       | Museum für Franken, Würzburg                    |
|      | Adam und Eva (Adam och Eva)                                                    | cirka 1510–1516 | olja på lindpannå            | 47,2 x 35,3                                                   | Alte Pinakothek, München                        |
|      | Adam och Eva                                                                   | cirka 1518      | olja på träpannå             | 88,6 x 32,7 88,5 x 35                                         | Herzog Anton Ulrichmuseet, Braunschweig         |
|      | Adam och Eva                                                                   | cirka 1520      | olja på träpannå             | 87 x 59                                                       | Museo Soumaya, Mexico City                      |
|      | Adam and Eve (Adam och Eva)                                                    | 1526            | olja på lindpannå            | 117,1 x 80,8                                                  | Courtauld Institute of Art, London              |
|      | Adam och Eva                                                                   | cirka 1527      | olja på pannå (rödbok)       | 102 x 77                                                      | Östergötlands museum, Linköping                 |
|      | Adamo ed Eva (Adam och Eva)                                                    | 1528            | olja på pannå                | 167 x 61 (tavlorna är lika stora)                             | Uffizierna, Florens                             |
|      | Adam and Eve (Adam och Eva)                                                    | 1528            | olja på pannå                | 56,8 × 34,9                                                   | Detroit Institute of Arts                       |
|      | Adam en Eva (Adam och Eva)                                                     | 1528–1530       | olja på pannå                | 38,5 × 25                                                     | Kungliga museet för sköna konster, Antwerpen    |
|      | Adam och Eva                                                                   | cirka 1530      | olja på träpannå             | 190,5 x 69,9                                                  | Norton Simon Museum, Pasadena                   |
|      | Adam und Eva im Paradies / Sündenfall (Adam och Eva i parasdiet / Syndafallet) | 1531            | olja på träpannå             | 51 x 35,4                                                     | Gemäldegalerie, Berlin                          |
|      | Adam und Eva (Adam och Eva)                                                    | 1531            | olja på lindpannå            | 170,5 x 70 170,5 x 69,5 (Tavlan med Eva är marginellt mindre) | Gemäldegalerie Alte Meister, Dresden            |
|      | Adam und Eva im Paradies / Sündenfall (Adam och Eva i parasdiet / Syndafallet) | 1531            | olja på träpannå             | 50,5 x 35,7                                                   | Gemäldegalerie, Berlin                          |
|      | Adam och Eva                                                                   | 1533            | olja på träpannå             | 175 × 68 175 × 68 (tavlorna är lika stora)                    | Museum der bildenden Künste, Leipzig            |
|      | Adam och Eva                                                                   | cirka 1533–1537 | olja på pannå                | 107,5 × 36,4 107,5 × 36,4 (tavlorna är lika stora)            | Art Institute of Chicago                        |
|      | Adam och Eva                                                                   | 1537            | olja på lindpannå            | 174,7 x 67,2 (tavlorna är lika stora)                         | Jagdschloss Grunewald, Berlin                   |
|      | Der Sünderfall (Syndafallet)                                                   | efter 1537      | olja på träpannå             | 53,3 × 37,1 137 × 54 (tavlorna är lika stora)                 | Kunsthistorisches Museum, Wien                  |
|      | Adam och Eva (attribuerad till sonen Lucas Cranach den yngre)                  | efter 1537      | olja på lindpannå            | 172,5 x 63,3 171,8 x 63 (Tavlan med Eva är marginellt mindre) | Gemäldegalerie Alte Meister, Dresden            |
|      | Adam och Eva                                                                   | efter 1537      | olja på bokpannå             | 175,6 × 68,6 175,3 × 67,4                                     | Kungliga museet för sköna konster, Bryssel      |
|      | Adam och Eva                                                                   | cirka 1538      | olja på träpannå             | 49 x 33                                                       | Nationalgalleriet, Prag                         |